# Francesco di Biondo
Francesco di Biondo (noto anche con il cognome Biondi o Servandi; Firenze, anni 1380-90 – 29 marzo 1448) è stato un vescovo cattolico italiano.

## Biografia
Figlio di un ser Biondo (da cui, forse, è derivato il cognome "Servandi" riportato da alcuni), si formò nel convento domenicano di Santa Maria Novella, dove è attestato come alunno nel 1404. Nel 1406 fu trasferito con altri confratelli nel convento di San Domenico di Cortona dove terminò il noviziato. Nello stesso anno risulta residente nel convento di San Domenico di Fiesole, appena fondato da Giovanni Dominici.
Nel 1412 si trovava nel convento di San Domenico di Gaeta al seguito del Dominici, nominato nel frattempo cardinale e arcivescovo di Ragusa. Nell'agosto dell'anno successivo presenziò alla stesura di un atto a Firenze. Al concilio di Costanza prese parte alla delegazione dell'Ordine domenicano.
Fu nominato vescovo di Arbe nel 1423, ma di questo periodo non si hanno notizie. Poco si sa anche del suo episcopato nella diocesi di Capodistria, dove fu trasferito nel 1428.
Il Necrologio di Santa Maria Novella e la storiografia ecclesiastica ne ricordano lo spirito innovatore: trovata la diocesi in grave decadenza sia economica che morale, in poco tempo riuscì a darle nuovo lustro restaurando i luoghi sacri, riassestando le finanze e risollevandone la spiritualità; molto fece anche nei confronti dei poveri.
Di fatto, ci restano poche testimonianze. Nel Settecento, quando fu demolito l'altare di San Pancrazio nell'omonima chiesetta, fu rinvenuto un documento datato 1441 che gli attribuiva la fondazione e la consacrazione dell'edificio. Un altro documento del 1445, scoperto nella cattedrale all'interno della tomba di san Nazario, afferma che Francesco restaurò e consacrò la sepoltura dopo la restituzione del corpo del patrono alla città. Nello stesso anno riconsacrò il duomo, evento che, secondo certi eruditi, concludeva una ricostruzione da lui stesso promossa; più probabilmente, avrebbe intrapreso solo alcune opere di restauro.
Fu sepolto a Capodistria.